# Avortament a Andorra
L'avortament a Andorra és il·legal en tots els supòsits, inclosos els casos de violació, de malformació del fetus i de risc per a la salut de la mare. Malgrat l'existència d'un Servei Integral d'Atenció a la Dona, aquelles que volen avortar es veuen obligades i recomanades institucionalment a fer-ho a França o, especialment, a Catalunya. Durant la dècada de 2010, les dades oficials van constatar que una mitjana de més de 100 dones andorranes van avortar anualment a Catalunya per esquivar la prohibició nacional, especialment en la franja dels 29 als 34 anys.

## Legislació
La Constitució andorrana de 1993 reconeix el dret a la vida i "la protegeix plenament en les seves diferents fases". El Codi penal, aprovat el 2005, reconeix l'avortament dins dels "delictes contra la vida humana prenatal" i en distingeix tres casos: el no consentit, el consentit i l'imprudent. Per al primer es preveuen penes de presó de quatre a deu anys per a l'autor de l'avortament. En el cas de les interrupcions de l'embaràs consentides, el text diu:
| «                                   | 1. El qui produeixi l'avortament d'una dona amb el seu consentiment ha de ser castigat amb pena de presó de tres mesos a tres anys i inhabilitació per exercir qualsevol professió sanitària per un període fins a cinc anys. 2. La dona que produeixi el seu avortament o consenti que una altra persona l'hi provoqui ha de ser castigada amb pena d'arrest. | » |
| — Article 108, Codi penal d'Andorra | |   |

A més, la temptativa dels fets també és considerada com a delicte. La llei no contempla excepcions, però segons el principi de necessitat és permès d'avortar per a salvar la vida de l'embarassada.

## Situació de la dona
La reacció més habitual de la dona en cas d'embaràs indesitjat o de qualsevol tipus de complicació és l'avortament a l'estranger, fet molt denunciat pels costos econòmics, sanitaris i emocionals que suposa. El 2014 el Comitè per a l'Eliminació de la Discriminació contra la Dona, organisme subjacent a l'ONU, va censurar Andorra i va reclamar-li el reconeixement legal de l'avortament almenys en cas de malformació, violació o perill per a la dona. El març del 2020, a fi de redreçar parcialment la situació, va entrar en funcionament el Servei Integral d'Atenció a la Dona, que informa i assessora sobre l'avortament i on efectuar-lo sempre que sigui fora del Principat. Aquest servei públic encaixa dins del marc legal actual.
Entre els moviments socials que reivindiquen l'avortament lliure hi ha l'associació Stop Violències, que ha convocat diverses manifestacions al principat. També ha creat una xarxa, anomenada «La Meri», que proporciona a les dones informació, acompanyament i una ruta segura per poder avortar gratuïtament a Catalunya.

## Impediments institucionals i polítics

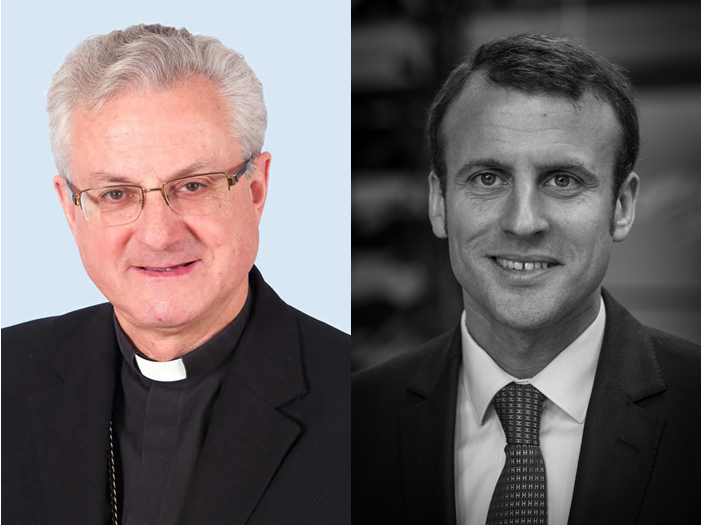
Vives, copríncep episcopal (esquerra), i Macron, copríncep francès (dreta).

La legalització de l'avortament troba el principal obstacle en l'organització institucional d'Andorra i ha estat motiu de debat, sobretot des de l'inici del segle xxi i molt especialment al llarg de tota la dècada de 2010. El copríncep episcopal des de 2013, Joan-Enric Vives, ha reiterat en més d'una ocasió que en cas que es legalitzés deixaria el seu càrrec de copríncep. Per la seva banda, el Vaticà ha advertit que la despenalització de l'avortament faria abdicar el copríncep i que l'Església renunciaria al dret de tenir un cap d'estat andorrà. Per als detractors de l'avortament, s'entén que legalitzar-lo posaria en perill la independència del país, en trencar-se el sistema del coprincipat, vigent des del 1278. No obstant això, també es defensa que el copríncep episcopal podria no ratificar la llei, aspecte permès en la legislació, com en els precedents de la llei del divorci i del matrimoni civil, que permet casaments entre persones del mateix sexe.
Pel que fa al copríncep francès durant aquest període, Emmanuel Macron, explicà en una visita oficial a Andorra que com a ciutadà és partidari de l'avortament, però que la decisió correspon als andorrans. El cap d'Estat francès s'ha proclamat en aquest sentit, a més a més, «garant de la independència d'Andorra».
Entre les postures més recents de les formacions polítiques, especialment durant els debats més vius a finals de la dècada de 2010, el Partit Socialdemòcrata és l'únic amb representació parlamentària que ha defensat la legalització de l'avortament en els tres supòsits bàsics (violació, perill per a la mare i malformacions en el fetus) i per motius econòmics. Demòcrates i Liberals entenen que l'avortament és incompatible amb el coprincipat: en la campanya electoral del 2019, Demòcrates defensava un servei d'acompanyament per a avortar fora d'Andorra i Liberals plantejava una consulta ciutadana. Tercera Via defensava també conservar el coprincipat. En l'àmbit extraparlamentari d'ençà de 2019, Socialdemocràcia i Progrés d'Andorra comparteix el posicionament del Partit Socialdemòcrata. El cap de govern sorgit d'aquests comicis, Xavier Espot, ha expressat públicament «voler garantir a les dones la plenitud de drets sense que això impliqui posar en risc la continuïtat del coprincipat».